# Тъмен саламандър
Тъмните саламандри (Desmognathus fuscus) са вид земноводни от семейство Безбелодробни саламандри (Plethodontidae).
Срещат се в източните части на Северна Америка.
Таксонът е описан за пръв път от френския естественик Константен Самюел Рафинеск през 1820 година.